# Yallingup
Yallingup är en ort i Australien. Den ligger i kommunen Busselton och delstaten Western Australia, omkring 200 kilometer söder om delstatshuvudstaden Perth.
Runt Yallingup är det glesbefolkat, med 13 invånare per kvadratkilometer.. Närmaste större samhälle är Dunsborough, nära Yallingup. 
Genomsnittlig årsnederbörd är 1 201 millimeter. Den regnigaste månaden är maj, med i genomsnitt 210 mm nederbörd, och den torraste är januari, med 9 mm nederbörd.